# براين جي وايت
براين جي وايت (بالإنجليزية: Brian J. White)‏ ممثل أمريكي ولد في بوسطن ماساتشوستس الولايات المتحدة مواليد سنة 1975 شهر أبريل في 21 من الشهر وهو يعمل كممثل ومنتج ووسيط مالي وراقص وايضاً عارض كما ان والده جوجو كان لاعب كرة سلة مشهور وبارع، براين هو الأكبر بين اخوته الستة تزوج من الأسبانية بولا دا سيلفا في سنة 2010 ورزق بابنته ليلا الآن عمرها حوالي سنة واحدة، كانت بداية تمثيله في المسلسلات ومنها مسلسل "moesha" ومن ثم بدأ براين بالتمثيل في الأفلام أبرع التمثيل في فيلم "stomp the yard" والذي يحكي قصة فتا شاب بعد وفاة شقيقه إثر طلقة نارية عندما كانوا يتشاجرون مع فرقة لرقص الهيب هوب ومن ثم يقرر راقص الشوارع للذهاب إلى جورجيا لملاقاة خاله الذي اجبره على دخول الجامعة هناك لكن طموحه للحصول على التعليم وجذب الفتاه التي اعجب بها توضع على المحك عندما يقرر ان ينضم لفريق رقص ويشارك بالبطولة وهنا براين يمثل قائد الفريق، كما انه أيضاً مثل في فيلم "Ican do bad all by my self" للمخرج تايلر بيري وايضاً ضيف في فيلم " the cabin in the woods" ويمثل دور مسئول عن الكهرباء ومثل دور البطولة مع ممثلة هندية في فيلم "politics of love" ومسلسل الاكشن "Chicago fire" يمثل في الجزء الرابع كدور قائد الفريق دالاس باترسون هنالك ادوار وأفلام كثيرة أيضاً مثلها براين.
الحياة المبكرة * براين جي وايت على موقع IMDb (الإنجليزية)
- براين جي وايت على موقع ألو سيني (الفرنسية)
- براين جي وايت على موقع أول موفي (الإنجليزية)
- براين جي وايت على موقع قاعدة بيانات الأفلام السويدية (السويدية)
- براين جي وايت على موقع إن إن دي بي (الإنجليزية)
- براين جي وايت على موقع قاعدة بيانات الفيلم (الإنجليزية)
- براين جي وايت على موقع كينوبويسك (الروسية)